# Страттис Олинфский
Страттис (др.-греч. Στράττις) — античный историк IV века до н. э.
Страттис родился в Олинфе до разрушения города македонским царём Филиппом II в 348 году до н. э. Вероятно, он принимал участие в восточных походах Александра Македонского в качестве члена царской канцелярии.
Упоминание Страттиса и его трудов содержится лишь в одном источнике, византийской энциклопедии «Суда». Согласно Суде, он был автором сочинений «Об Эфемеридах Александра» (др.-греч. Περί τών Άλεξάνδρου έφημερίδον) в пяти книгах, «О реках, источниках и озёрах» (др.-греч. Περί ποταμών καί κρηνών καί λιμνών) и «О смерти Александра» (др.-греч. Περί τής Άλεξάνδρου τελευτής).
Историки скептически относятся к свидетельству о возможном авторстве «Эфемерид» Страттиса. «Эфемериды Александра» представляли собой ежедневные записи о действиях и словах Александра Македонского. Наиболее вероятным автором сочинения был начальник царской канцелярии Эвмен. По другой версии, их составил Диодот Эритрейский. Страттис, который упомянут лишь в одном источнике X века, по мнению историков, мог составить комментарии к сочинению из пяти книг, но никак не сами «Эфемериды». Трактат «О смерти Александра» авторства Эфиппа из Олинфа, возможно, также был приписан Страттису.
Учитывая скудную источниковую базу, историки не исключают, что Страттиса не существовало и его появление в Суде является следствием ошибки.